# 普拉奈 (科多尔省)
普拉奈（法語：Planay，法語發音：[planɛ]）是法国科多尔省的一个市镇，位于该省西北部，属于蒙巴尔区。

## 地理
普拉奈（47°44'42"N, 4°22'43"E）面积8.72 平方千米，位于法国勃艮第-弗朗什-孔泰大區科多尔省，该省份为法国中东部省份，北起奥布省，西接涅夫勒省和约讷省，南至索恩-卢瓦尔省，东南接汝拉省，东临上索恩省，东北部与上马恩省接壤。
与普拉奈接壤的市镇（或旧市镇、城区）包括：萨瓦西、韦尔多内、蒙巴尔。

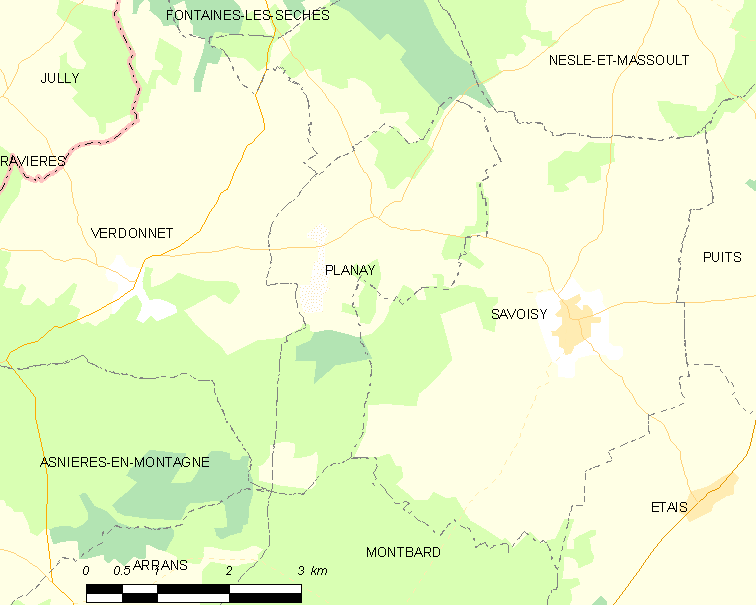
的OSM定位图

普拉奈的时区为UTC+01:00、UTC+02:00（夏令时）。

## 行政
普拉奈的邮政编码为21500，INSEE市镇编码为21484。

## 政治
普拉奈所属的省级选区为蒙巴尔县。

## 人口

1962-2008年间人口变化图示

普拉奈于2022年1月1日时的人口数量为62人。